# ساوال
ساوال (به انگلیسی: Sauwal) یک روستا در پاکستان است که در ناحیه جهلم واقع شده‌است. ساوال ۲۴٬۵۰۰ نفر جمعیت دارد.